# Playboys gang
La Playboys gang, conosciuta anche con il nome abbreviato di PBS 13, è una banda di strada di origine ispanica nativa dell'Eastside e Westside Los Angeles, California. I Playboys, sono  da sempre strettamente  alleati con la Mafia messicana (chiamata anche eMe, che in spagnolo vuol dire "M").

## Storia
I Playboys nascono  tra la Pico Boulevard  e la Fedora Street nel Westside di Los Angeles, nella metà del 1950. Originariamente, la banda era un club automobilistico denominato "Southern Califas Latin Playboys Car Club".  Le bande Playboys, cominciarono a spostarsi dal Westside verso Burbank, in California nel 1980  e si espansero  fino a North Hollywood e altre città della San Fernando Valley. Mentre il club automobilistico cambiò quindi nome e struttura interna mutando in una vera e propria banda di strada, cioè i Westside Playboys, nel 1975 nascono gli Eastside Playboys sulla 49th street  di Los Angeles, in California. I Southside Playboys nascono invece nel 1982 a Bell Gardens e South Gate, California. Inizialmente, la gang, chiamata genericamente Playboys gang 13, era composta maggiormente da membri di etnia ispanica. Con il passare del tempo però, e soprattutto recentemente, la banda ha cominciato ad accettare anche membri di altre etnie. Nonostante questo, i  sets Playboys rimangono nel 95% composti da membri puramente ispanici.

## Territori della banda
I Westside Playboys, sono attualmente attivi nel Westside di Los Angeles. Il loro territorio principale è l'area intorno alla  Pico Boulevard e  Fedora Street. Diversi sets Playboys hanno successivamente, deciso di spostarsi dalla zona meridionale della California verso altri Stati della nazione. La città di Yakima, nello Stato di Washington, è una delle aree con più alta influenza da parte dei Southside Playboys. Recentemente, i Playboys sono arrivati a fondare dei sets anche a Memphis, Tennessee. I Westside Playboys si dividono in diversi sets, presenti a Burbank, North Hollywood, Palmdale, Conga Park e Lancaster e in California. I Southside Playboys invece, si sono espansi addirittura fino a Ensenada, in Messico. Inoltre, i Southside Plabyoys sono arrivati anche nell'Oregon, in città come Eugene e Portland, Omaha in Nebraska e Tacoma nello Stato di Washington. Gli Eastside Playboys, considerati i più violenti oltre che i più organizzati, sono sempre rimasti nel loro territorio d'origine, espandendosi di poco, in città come Fresno, in California. Proprio  a Fresno, hanno sviluppato un'accesa rivalità con un'altra banda latina, i Fresno Bulldogs. Gli Eastside Playboys vantano un alto numero di membri (circa 350-400) attivi in California.

## Identificazione della gang
La Playboys gang è una banda di sureños e proprio per questo utilizza il numero 13, per dimostrare l'alleanza con la Mafia messicana. Nonostante ciò, i Playboys sono in rivalità con una gran parte delle gangs di sureños, e proprio per questo ritengono che tutte le altre gangs, senza distinzione di etnia, siano loro nemiche, adottando la dottrina EBK(che sta per Everybody Killer) come moltissime bande latino-americane. Un segno d'identificazione molto frequente tra i membri dei Playboys, è il coniglietto Playboy. Quest'ultimo viene utilizzato come emblema della banda e viene spesso tatuato sui membri, dopo che hanno superato il rito d'ingresso nella gang (chiamato anche jump-in). Il coniglietto Playboy può essere trovato molto anche nei graffiti eseguiti dalla banda, di solito accompagnato dalla scritta PBS intorno alla testa. Il colore principale che i Playboys in genere adottano è il blu, sebbene molti sets tendono a utilizzare anche altri colori. Il gruppo femminile della gang, conosciuto anche come Pink Bunny Clicka, utilizza invece oltre al colore blu, il rosa. Molti di questi sottogruppi formati esclusivamente da donne(chiamate anche gangbanger) sono diventati inattivi intorno al 1990. Negli ultimi anni, la gang ha guadagnato molta fama all'interno degli Stati Uniti. Inoltre, recentemente i membri hanno iniziato ad utilizzare diversi social network per mantenersi in contatto con il resto dei sets presenti dentro la nazione e anche fuori. La Playboys gang vanta un numero di membri indefinito, ma nel Westside si dice che ci siano almeno 6000 gangsters affiliati alla banda.

## Attività criminali
La banda dei Playboys è una gang estremamente violenta e fortemente organizzata internamente. Tutti i sets, traggono maggior profitto dallo spaccio di marijuana, formando un asse di narcotraffico abbastanza fitto. Inoltre, proprio per la loro spiccata violenza  i Playboys sono spesso protagonisti di sparatorie, omicidi, assalti  e traffico di armi. La Playboys gang però, dal 1985 ha cominciato a operare anche in altri rami della malavita, come nello spaccio di droghe sintetiche, gioco d'azzardo illegale, immigrazione clandestina, estorsioni, frodi, rapine a mano armata e furti con scasso. La banda ha ottenuto i riflettori dei media puntati specialmente nel 2011 quando i Playboys sono stati protagonisti di una sparatoria durante uno show automobilistico a Kent, nello Stato di Washington. Sono accaduti altri avvenimenti negativi che hanno attirato l'attenzione dei media anche in altre città, specialmente a Eugene e Portland. Come del resto quasi tutte le bande di strada, i Playboys si dilettano nel campo dei graffiti nei loro quartieri di residenza. L'insolita organizzazione interna da parte dei sets dà filo da torcere alla polizia, che non è mai riuscita a contrastare effettivamente la banda per svariati motivi. Principalmente, i sets non hanno un vero e proprio leader (chiamato anche Vato, nelle bande latino-americane) e sono tutti altamente indipendenti tra loro.